# Sant Sebastià de Sant Joan de Pladecorts

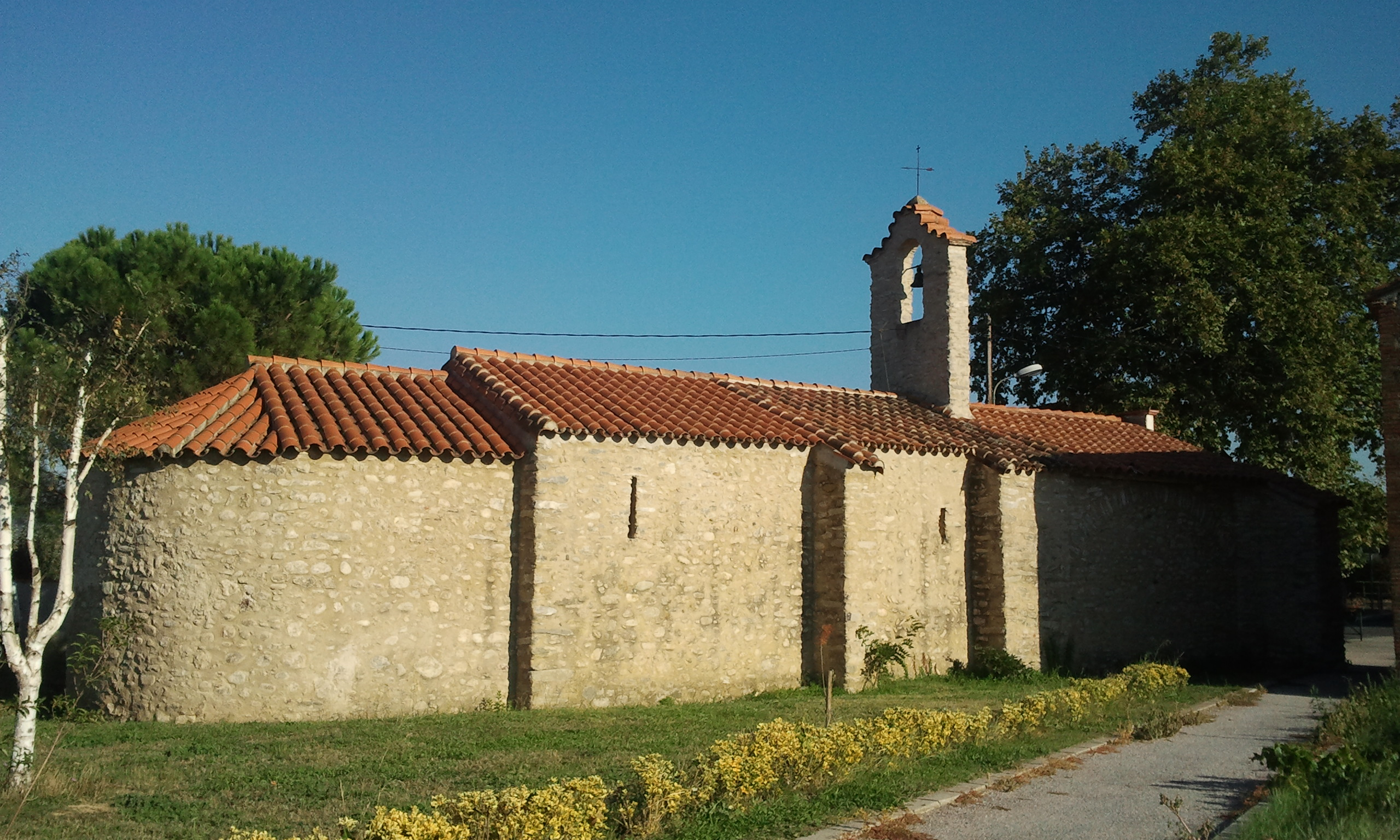
Façana de ponent de l'ermita

Sant Sebastià de Sant Joan de Pladecorts és una ermita del poble de Sant Joan de Pladecorts, a la comarca del Vallespir (Catalunya del Nord).
Està situada en el sector nord del poble, just al nord del nucli del poble format al llarg de la carretera del Voló a Ceret.